# Stanisław Sokołowski (zm. 1649)

Herb Pomian

Stanisław Sokołowski z Wrzący Wielkiej herbu Pomian (zm. w 1648 lub 1649) – kasztelan bydgoski w latach 1643–1644, surogator grodzki poznański, pisarz ziemski brzeski kujawski od 1624 roku (zrezygnował przed 20 grudnia 1627 roku), starosta dybowski. Był komisarzem do rozsądzania konfliktów na granicy ze Śląskiem i Brandenburgią. Ufundował w Toruniu na Podgórzu kościół Świętych Apostołów Piotra i Pawła oraz klasztor oo. franciszkanów (1644). 
Syn Jarosława Sokołowskiego z Wrzący Wielkiej i Elżbiety z Grochowskich. Brat Wojciecha, jezuity, filozofa, teologa i Aleksandra, biskupa kijowskiego.